# La bestia humana (película de 1957)
La bestia humana es una película en blanco y negro de Argentina dirigida por Daniel Tinayre sobre el guion de Eduardo Borrás según la novela homónima de Emile Zola que se estrenó el 12 de julio de 1957 y que tuvo como protagonistas a Ana María Lynch, Massimo Girotti, Roberto Escalada, Eduardo Cuitiño y Alberto de Mendoza. El título tentativo había sido Los asesinos también mueren y en Montevideo se dio como Obsesión de sangre. 
En la película, filmada en 1953, en una escena situada en la estación Rosario del Ferrocarril Mitre aparece en un segundo plano un afiche con retratos de Juan y Eva Perón, lo que motivó el secuestro de algunas copias por infringir el Decreto Ley 4161 de 1956 sobre prohibición de propaganda peronista entonces vigente; los responsables fueron sobreseídos pero la escena fue cortada.

## Sinopsis
Los celos de un jefe de estación ferroviaria por la conducta de su joven mujer lo conducen al crimen.

## Otras versiones fílmicas sobre la misma novela
- La bête humaine (1938) (Francia)) dir. Jean Renoir
- Human Desire (1954) (Estados Unidos) dir. Fritz Lang

## Reparto
- Ana María Lynch …Laura de Santángelo
- Massimo Girotti …Pedro Sandoval
- Roberto Escalada …Doblaje de Massimo Girotti
- Eduardo Cuitiño …Donato Santángelo
- Alberto de Mendoza …Luis Regiani
- Amalia Sánchez Ariño …Tía Ángela
- Elisa Christian Galvé …Flora
- Guillermo Battaglia …Inspector Braco
- Oscar Valicelli …Amigo de Pedro
- Francisco de Paula …Inspector Alonso
- Luis Otero …Requena
- Domingo Sapelli …Jefe ferroviario
- Berta Moss …Telefonista Irene
- Carlos Cotto …Orador en cementerio
- Adolfo Linvel …Javier, el mayordomo
- Jesús Pampín …Inspector de tren
- Liana Noda …Mujer en taxi
- Mario Mario …Hombre en garito
- Carmen Monteleone …Telefonista Elena
- Elena Cruz …Mujer atacada
- Roberto Blanco …Ferroviario 1
- Alberto Quiles …Ferroviario 2
- Víctor Martucci
- Harry Gainer

## Comentarios
La crónica del semanario Marcha de Montevideo consideró al filme:

”Indeciso entre el género policial, el amoroso y el científico.”

Por su parte Calki en El Mundo escribió:

”Diálogo vulgar y anticinematográfico.”